# Ann-Christine From
Viola Ann-Christine Frohm, född From, tidigare From Utterstedt, 22 oktober 1972 i Torstuna församling, Uppsala län, är en svensk politiker (sverigedemokrat). Hon är ordinarie riksdagsledamot sedan 2018, invald för Västmanlands läns valkrets.
I riksdagen är hon ledamot i arbetsmarknadsutskottet sedan 2021. Frohm är SD:s talesperson i frågor som rör äldre. I denna roll har hon bl.a. argumenterat för att personal på äldreboende måste genomgå ett språktest i svenska innan de blir certifierade för att arbeta.